# Supercoppa lettone 2021 (pallavolo femminile)
La Supercoppa lettone 2021, 2ª edizione della Supercoppa nazionale femminile di pallavolo, si è svolta il 25 settembre 2021: al torneo hanno partecipato due squadre di club lettoni e la vittoria finale è andata per la prima volta al Jelgava.

## Formula
La formula ha previsto una gara unica.

## Squadre partecipanti
| Squadra               | Qualificazione                    |
| --------------------- | --------------------------------- |
| Jelgava               | Vincitrice Nacionālā Līga 2020-21 |
| Rīgas Volejbola skola | 2ª in Nacionālā Līga 2020-21      |

## Torneo
| 25 settembre 2021 Jēkabpils Sporta nams, Jēkabpils Durata: 2h:01 - Spettatori: 65 | Rīgas Volejbola skola | 2 - 3 | Jelgava | 26-24, 15-25, 22-25, 25-21, 11-15 |